# Bantia simoni
Bantia simoni es una especie de mantis de la familia Thespidae.

## Distribución geográfica
Se encuentra en  Venezuela.